# Pseudocletopsyllis spinosa
Pseudocletopsyllis spinosa är en kräftdjursart som först beskrevs av I. C. Thompson 1893.  Pseudocletopsyllis spinosa ingår i släktet Pseudocletopsyllis och familjen Laophontidae. Inga underarter finns listade i Catalogue of Life.